# يوميات ساكورا
يوميات ساكورا (باليابانية: 桜通信) مانغا سينن يابانية من تأليف ورسم يو-جين، صدرت عام 1995. واقتبست المانغا إلى 12 حلقة أوفا في عام 1997.

## الشخصيات
- توما آنابا (باليابانية: 因幡 冬馬)

مؤدي الصوت: ميتسواكي مادونو.
- يورارا كاسوغا (باليابانية: 春日 麗)

مؤدي الصوت: كيوكو هيكامي.
- ميكو يوتسوبا (باليابانية: 四葉 美咲子)

مؤدي الصوت: رومي كاساهارا.
- كومي ناتسوكي (باليابانية: 夏樹 香美)

مؤدي الصوت: ماكو هودو.

## روابط خارجية
- يوميات ساكورا على موقع ANN manga (الإنجليزية)